# Депрограммирование
Депрограммирование (англ. deprogramming) — меры по выведению человека из религиозной или политической организации. Частью процесса депрограммирования обычно является похищение с последующим применением различных форм психологического давления и принуждения. По поводу депрограммирования в обществе возникло большое количество серьёзных дискуссий, связанных с темами свободы вероисповедания и гражданских прав личности.
Более мягкая форма вывода из организаций, рассматриваемых депрограммистами как опасные культы, называется «консультирование по выходу».
Представления о процессе депрограммирования в средствах массовой информации и в академических источниках варьируют в значительном диапазоне, от некритично положительных до крайне отрицательных.
Юридическая законность и оправданность принудительного депрограммирования были подвергнуты острой критике как со стороны представителей новых религиозных движений (НРД), так и со стороны изучающих их специалистов. Эту критику поддержали такие социологи, как профессор Эйлин Баркер и целый ряд[сколько?] других учёных[кто?]. Их главные аргументы состоят в том, что депрограммирование представляет серьёзную опасность для здоровья человека, и что незаконно похищать людей, если они добровольно участвуют в деятельности какой-либо организации. Баркер также утверждает, что в случае, если принудительное депрограммирование кончается провалом, это только усиливает стену недоверия и отчуждения между членом НРД и его родственниками.
После ряда случаев депрограммирования, вызвавших обвинения специалистов по депрограммированию в совершении ими уголовных преступлений и гражданских судебных исков, которые они начали проигрывать, специалисты по депрограммированию стали заявлять о том, что отказались от «депрограммирования» и впредь будут заниматься «консультированием по выходу», то есть деятельность будет осуществляться на основе добровольного согласия, без похищений и насильственных удерживаний.

## Процедуры депрограммирования
Никаких стандартизированных процедур депрограммирования не существует, и поэтому их описания могут довольно сильно различаться. Имеется множество фактов, сообщений и докладов, среди которых есть также интервью бывших депрограммеров.
Основным элементом депрограммирования является убеждение депрограммируемого в том, что к нему применили метод контроля сознания, неформально называемого «промывание мозгов». Депрограммеры считают, что если человек соглашается с этим утверждением, то дальнейшая часть депрограммерской операции не составляет большой трудности.
Дуброу-Эйхель обнаружил в изданных депрограммерами работах, помимо различий, также и много сходных факторов:
- добровольное либо принудительное удаление человека из обстановки культа (религиозной организацией депрограммируемого);
- получение доверительных отношений с человеком;
- обсуждение культа, сообщение новой информации о культе;
- пресечение связанных с культом моделей поведения ;
- явные или скрытые признаки того, что человек отверг свою зависимость от культа.

Тэд Патрик, один из родоначальников депрограммирования, использовал жёсткий конфронтационный метод:
Когда Вы депрограммируете людей, вы заставляете их думать… Я пытаюсь выбить их из состояния равновесия, и это вынуждает их начать сомневаться, колебаться и раскрыть свой разум. Когда их разум доходит до какой-то определённой точки, они могут смотреть через ту ложь, в которую при помощи программирования их заставили поверить. Они понимают, что их обманули, и они выходят из этого. Их разум начинает работать снова.
Партнёр и ассистентка Патрика Сильвия Бафорд условно разделила депрограммирование на пять этапов:
1. Полная дискредитация авторитета лидера культа.
2. Вопросы, направленные на поиск противоречий между «идеологией» и «реальностью». Типичный пример: «Как он может проповедовать людям любовь, если он сам эксплуатирует людей?»
3. Точка перелома. То есть субъект начинает слушать депрограммера, и «реальность» начинает иметь большее значение, чем «идеология».
4. Самовыражение. То есть субъект начинает открываться и выражать собственное недовольство против культа.
5. Идентификация и перенос личности. То есть субъект начинает идентифицировать себя с личностью депрограммеров, и начинает думать о себе, как о противнике культа, а не как о его члене.

### Депрограммирование и похищение людей
Депрограммирование очень часто сопровождалось похищениями с целью изоляции человека от его культовой группы. Процентное соотношение случаев похищения в таких делах очень сильно варьирует в зависимости от источника. Джозеф Сцаймхарт, бывший депрограммер, сообщил, что «у меня до 1992 года был небольшой процент случаев, когда родственники выбирали содержание взаперти и похищение культистов для проведения им депрограммирования». Бывший депрограммер Рик Росс заявляет, что 90 % его случаев депрограммирования с 1982 года были добровольными. Некоторые другие данные указывают на цифру около 30 % случаев похищений.

### Депрограммирование и насилие
Заявления самих депрограммеров разительно отличаются в отношении использования ими насилия, особенно если сравнивать их с драматичными заявлениями тех, кого они «депрограммировали», но которые остались верны культу. Стивен Хассан в своей книге «Снятие оков» решительно выступал против принудительных депрограммерских методов, использующих насилие и угрозы.
Социолог Эйлин Баркер писала в своей книге «Наблюдение за насилием»:
Несмотря на то, что депрограммирование стало ослабевать со временем… многочисленные свидетельства тех, кто подвергался депрограммированию, описывают нахождение под угрозой оружия, избиений, лишения сна и еды, а также сексуального насилия. Однако совсем необязательно полагаться только на истории самих жертв насилия. Тэд Патрик, один из самых печально известных депрограммеров (отбывший несколько тюремных сроков за свои деяния), открыто кичится насилием, которое он использовал. Сирил Воспер, член британской группы оповещения о культах, FAIR, был осуждён в Мюнхене в ноябре 1987 года за «причинение физического вреда» в ходе одной из его многочисленных попыток депрограммирования. И множество подобных судебных решений имеется в других письменных документах.
В деле «Коломбрито против Келли» суд принял следующее определение депрограммирования (это определение воспроизвёл Дж. Ле Маулт в 1978 году в издании Fordham Law Review):
Депрограммеры — это лица, которые по требованию родителя или другого близкого родственника захватывают члена религиозной секты и затем содержат его против желания, подвергая умственному, эмоциональному и даже физическому насилию, пока тот не отказывается от своих религиозных верований. Депрограммеры обычно работают за плату, которая зачастую достигает суммы в 25 тысяч долларов. Процесс депрограммирования начинается с похищения. Часто физически сильные люди насильно сажают человека в автомобиль и доставляют его к месту, где он оказывается изолированным от всех, кроме похитителей. Человека могут удерживать против его желания до трёх недель и более. Однако чаще всего исходное депрограммирование длится несколько дней. Сон человека ограничивается, и ему говорят, что не освободят до тех пор, пока его верования не получат одобрения от его похитителей. Члены депрограммерской группы и члены семьи похищенного заходят в помещение, где содержится жертва, и обрушивают на него шквал вопросов и обвинений до тех пор, пока тот не отречётся от своей новой религии.
Кэрол Джиамбалво, консультант по выходу из культов, пишет:
Предполагалось, что подвергнувшийся промыванию мозгов мыслительный процесс члена культа должен быть переломлен (или «вырублен», как некоторые это называют) средствами, которые шокировали бы или запугали культиста, приведя его снова к способности мыслить. По этой причине иногда демонстративно сжигались фотографии лидера культа, применялись жёсткие конфронтационные приёмы взаимодействия между депрограммерами и культистами. Часто стремились вызвать эмоциональную реакцию на информацию, шок, страх или жёсткое противостояние. Существуют ужасные истории — подаваемые наиболее пафосно самими культами — о содержании взаперти, избиениях и даже изнасилованиях. И мы должны признать, что встречали некоторых прежних коллег, рассказывавших о своих методах депрограммирования: наручниках, оружии, склонности к сексуальному насилию. Но, к счастью, они находятся в меньшинстве — и у нас для них нет никакого оправдания. Тем не менее, депрограммирование позволило освободить многих людей, ставших пленниками деструктивных культов, когда другие методы оказались бессильны.